# Azrael

Thiên thần của Cái chết vẽ bởi Evelyn De Morgan, 1881

Azrael (Tiếng Hebrew: עזראל) là một thiên thần trong các tôn giáo khởi nguồn từ Abraham. Ông thường được coi là Thiên thần của Cái chết của Kinh Thánh Hebrew:64–65
Tên trong tiếng Hebrew có nghĩa là "Sự giúp đỡ của Chúa", "Sự giúp đỡ từ Chúa", hoặc "Người được Chúa giúp đỡ".:64–65 Azrael là cách viết của Từ điển Chambers. Kinh Qur'an nhắc tới một "مَلَكُ المَوْتِ" (Malak Al-Mawt hay "Thiên thần của Cái chết"), cũng tương xứng với thuật ngữ Hebrew Malach ha-Mawet trong Văn học Rabbin. Tín ngưỡng Hồi giáo-Ả Rập lấy cái tên này, trong bảng chữ cái Ả Rập là ʿAzrāʾīl (tiếng Ả Rập: عزرائيل).

## Bối cảnh
Azrael được cho là ngự trên Thiên đàng thứ ba.:288 Trong một mô tả, ông/cô có bốn khuôn mặt và bốn ngàn cánh, và toàn bộ cơ thể của ông/cô bao gồm mắt và lưỡi có số lượng tương ứng với số người ở trên Trái Đất. Azrael sẽ là người cuối cùng chết trong vũ trụ, mãi mãi ghi và xóa những cái tên của loài người trong "Cuốn sổ của cái chết".

## Trong Do thái giáo
Trong thần học Do Thái của người Do Thái, ông/cô thường được gọi là "Azriel" (Hebrew của Kinh thánh: עזריאל), chứ không phải là "Azrael". Zohar, một cuốn sách thần thánh của truyền thống thần bí Do Thái giáo là Kabbalah, trình bày một mô tả tích cực về Azriel. Zohar nói rằng Azriel nhận được lời cầu nguyện của những người trung tín khi họ lên thiên đường, và cũng chỉ huy các đoàn thiên binh trên thiên đường. Theo đó, Azriel gắn liền với miền Nam và được coi là một tư lệnh cao cấp của các thiên thần thuộc Thiên Chúa.

## Trong Kitô giáo
Không có tài liệu tham khảo nào liên quan đến Azrael trong Kinh thánh, và vị thiên thần này không được coi là một nhân vật có tính kinh điển hay phi kinh điển trong Kitô giáo. Tuy nhiên, câu chuyện trong 2 Esdras (một cuốn sách không được phép bởi các Giáo hội Công giáo và Tin Lành, nhưng được xem là kinh điển trong các giáo lý Chính Thống Đông Phương) là một phần của Apocrypha, có câu chuyện về một nhà chép sách và thẩm phán tên là Ezra (không nên nhầm lẫn với Hình kinh thánh Ezra), cũng đôi khi viết "Azra" bằng các ngôn ngữ khác nhau. Azra đã được Tổng lãnh thiên thần Uriel viếng thăm và đưa ra một danh sách các luật lệ và hình phạt mà ông ta phải tuân thủ và thi hành như một thẩm phán đối với người của mình. Azra sau đó đã được ghi lại trong Apocrypha như đã vào Thiên Đàng "mà không cần phải chết". Những cuốn sách sau đó cũng viết về một nhà viết sách tên là Salathiel, người được trích dẫn là "Tôi, Salathiel, cũng là Ezra". Một lần nữa, tùy thuộc vào quan điểm nhất định về linh đạo Kitô giáo, đây có thể được coi là ảnh hưởng thiên thần từ Ezrael / Azrael trên Salathiel, mặc dù quan điểm về tâm linh này không được khẳng định hay bị phủ nhận bởi bất cứ giáo phái nào của Kitô hữu.

## Trong Hồi giáo
Trong một số nền văn hoá và giáo phái, Azrael (cũng được phát âm là 'Izrā'īl / Azriel) là tên gọi cho Thiên thần của Cái chết. Tên này được đề cập trong một số sách Hồi giáo mặc dù một số người Hồi giáo cho rằng nó không có cơ sở tham khảo. Cùng với Gabriel, Michael và Raphael, Thiên thần của Cái chết được người Hồi giáo tin rằng là một trong bảy Tổng lãnh thiên thần. Kinh Qur'an tuyên bố rằng Thiên thần của Cái chết lấy linh hồn của mọi người và trả lại cho Allah. Tuy nhiên, Kinh Qur'an nói rõ rằng chỉ có Allah biết khi nào và ở đâu mỗi người sẽ bị giết chết. Một số truyền thống Hồi giáo đã kể lại các cuộc gặp giữa Thiên thần của Cái chết và các nhà tiên tri, nổi tiếng nhất là cuộc chạm trán giữa Sammael và Moses. Ngài quan sát người sắp chết, tách rời linh hồn ra khỏi cơ thể, và nhận linh hồn của người chết theo tín ngưỡng Hồi giáo. Thay vì chỉ đại diện cho cái chết được xác định, Thiên thần của Cái chết thường được mô tả trong các nguồn Hồi giáo dưới quyền của Allah "với sự tôn kính sâu sắc nhất". Tuy nhiên, không có tài liệu tham khảo nào bên trong Qur'an hoặc bất kỳ giáo lý Hồi giáo nào cho tên thiên thần của cái chết tên là Azrael.
Một số người cũng đã tranh luận về việc sử dụng tên Azrael vì nó không được sử dụng trong bản thân Qur'an. Tuy nhiên, cũng có thể nói về nhiều Tiên Tri và các thiên thần, những người cũng không được đề cập đến bằng tên trong Kinh Qur'an. Nhưng vì không có nguồn nào trong kinh thánh Hồi giáo chính thức cũng không phải Hadith Sahih, thiên thần của cái chết được gọi là Malak Al-Maut.
Trong một huyền thoại, Idris kết bạn với thiên thần của cái chết. Idris cho ông ăn, sau đó ông đã tiết lộ cho ông bản chất không phải là con người của ông. Sau đó thiên thần của cái chết cho thấy ông Thiên đàng.